# Cuphodes wisteriella
Cuphodes wisteriella là một loài bướm đêm thuộc họ Gracillariidae. Nó được tìm thấy ở Nhật Bản.
Sải cánh dài 8–9 mm.